# Степок (Омська область)
Степок - присілок у Москаленському районі Омської області. Входить до складу Елітовського сільського поселення.

## Історія
Населений пункт заснований в 1895 році. У 1928 році в присілку числилось 134 господарства, основне населення — росіяни. Центр Степоківської сільради Москаленського району Омського округу Сибірського краю.

## Населення
| 1926 | 2010 |
| ---- | ---- |
| 684  | ↘224 |